# Gal Gadot
Gal Gadot (/ˈɡɑːl ɡɑːdɒt/; tiếng Hebrew: גל גדות; sinh ngày 30 tháng 4 năm 1985) là một nữ người mẫu, diễn viên người Israel. Cô được biết đến khi đoạt giải Hoa hậu Israel vào năm 2004. Trong vai trò diễn viên, Gadot được biết đến vào năm 2009 với vai diễn Gisele Yashar trong loạt phim Fast & Furious và thành công nhất với vai diễn Wonder Woman trong phim Batman đại chiến Superman: Ánh sáng công lý (2016), Wonder Woman: Nữ thần chiến binh (2017) của Vũ trụ Mở rộng DC.

## Tiểu sử
Gal Gadot sinh ra tại Petah Tikva, Israel và lớn lên ở thành phố Rosh HaAyin. Trong tiếng Do Thái, tên đầu tiên của cô có nghĩa là "sóng" và họ của cô có nghĩa là "bờ sông". Mẹ cô là Irit (nhũ danh Weiss), một giáo viên và bố cô là Michael Gadot, một kỹ sư. Ông bà ngoại của cô được sinh ra ở châu Âu; ông của cô, người từng bị giam cầm trong trại tập trung Auschwitz, sống sót sau cuộc thảm sát người Do Thái và bà của cô đã rời đi trước cuộc xâm lược của Đức Quốc Xã. Gadot chia sẻ rằng cô được nuôi dưỡng trong một "môi trường gia đình rất Do Thái". Gia đình Gadot là người gốc Do Thái Ashkenazi (Ba Lan-Do Thái, Áo-Do Thái, Đức-Do Thái và Séc-Do Thái). Gadot có một cô em gái tên là Dana.
Khi trưởng thành, Gadot bắt đầu học luật tại trường đại học IDC Herzliya. Ở tuổi 20, Gadot thực hiện nghĩa vụ quân sự trong Lực lượng Phòng vệ Israel, hoạt động dưới nhiệm vụ hướng dẫn chiến đấu. Cô nói về thời gian của mình khi còn trong quân đội: "Bạn có 2 hoặc 3 năm trong quân đội, bạn sẽ học được cách kỷ luật và tôn trọng". Gadot nói rằng việc đó đã giúp cô giành được vai Gisele trong Fast & Furious: "Tôi nghĩ lý do chính là Justin Lin thực sự thích tôi khi ở trong quân đội, và anh ấy muốn tận dụng kiến thức về vũ khí của tôi".

## Cuộc sống cá nhân
Gadot kết hôn với nhà thầu bất động sản người Israel, Yaron Varsano, vào ngày 28 tháng 9 năm 2008. Hai vợ chồng có hai con gái, sinh vào tháng 11 năm 2011 và tháng 3 năm 2017.
Gadot nói rằng cô rất thích xe mô tô, hiện nay cô có một chiếc Ducati Monster - S2R màu đen.

## Sự nghiệp

### Sự nghiệp người mẫu và hoa hậu
Năm 18 tuổi Gadot đoạt vương miện Hoa hậu Israel năm 2004, và tiếp theo là đại diện cho Israel ở cuộc thi Hoa hậu Hoàn vũ tại Ecuador. Cô không lọt vào Top 15 người đẹp nhất. Cô đã thực hiện nghĩa vụ quân sự hai năm của mình từ năm 20 tuổi, sau đó trở về học luật. Khi cô học xong năm đầu tiên, một đạo diễn casting gọi cô đến thử vai cho vai diễn Bond girl - Camille Montes trong bộ phim Quantum of Solace. Khi thử vai Bond girl cho phim "Quantum of Solace", Gal Gadot đã thua cuộc trước nữ diễn viên Olga Kurylenko. Nhưng một điều thú vị là vài năm sau đó, Gal Gadot đã đánh bại chính Olga Kurylenko khi họ cùng tham gia cuộc đua giành vai Wonder Woman.
Năm 2007, Gadot tham gia vào bộ ảnh Maxim của nữ quân đội Israel, và kết quả là cô đã xuất hiện trên trang bìa của tờ New York Post. Vào tháng 4 năm 2012, Shalom Life xếp hạng cô thứ 5 trong danh sách 50 phụ nữ Do Thái tài năng, thông minh, hài hước và đẹp nhất trên thế giới, sau người mẫu Bar Refaeli và nữ diễn viên Eva Green. Vào năm 2014, Gadot là một trong hai nữ diễn viên người Israel, cùng với Odeya Rush, được tạp chí InStyle liệt vào danh sách là những phụ nữ có triển vọng hàng đầu.
Gadot đã làm gương mặt đại diện quốc tế cho Miss Sixty, điện thoại thông minh Huawei, rượu rum Captain Morgan, nhãn hiệu nước hoa Bamboo của Gucci, các dòng sản phẩm chăm sóc da Vine Vera và Jaguar Cars. Cô đã tham gia làm người mẫu bìa trên Cosmopolitan, Glamour, Bride Magazine, Entertainment Weekly, UMM, Cleo, Fashion, Lucire, FHM. Gadot là người mẫu chính cho thương hiệu thời trang Castro trong năm 2008-2016. Năm 2013, mức lương diễn viên người mẫu hàng năm của cô được ước tính là 2,4 triệu NIS, vượt qua một số người mẫu nổi tiếng khác của Israel như Esti Ginzburg và Shlomit Malka, đứng sau Bar Refaeli.

### Sự nghiệp diễn xuất

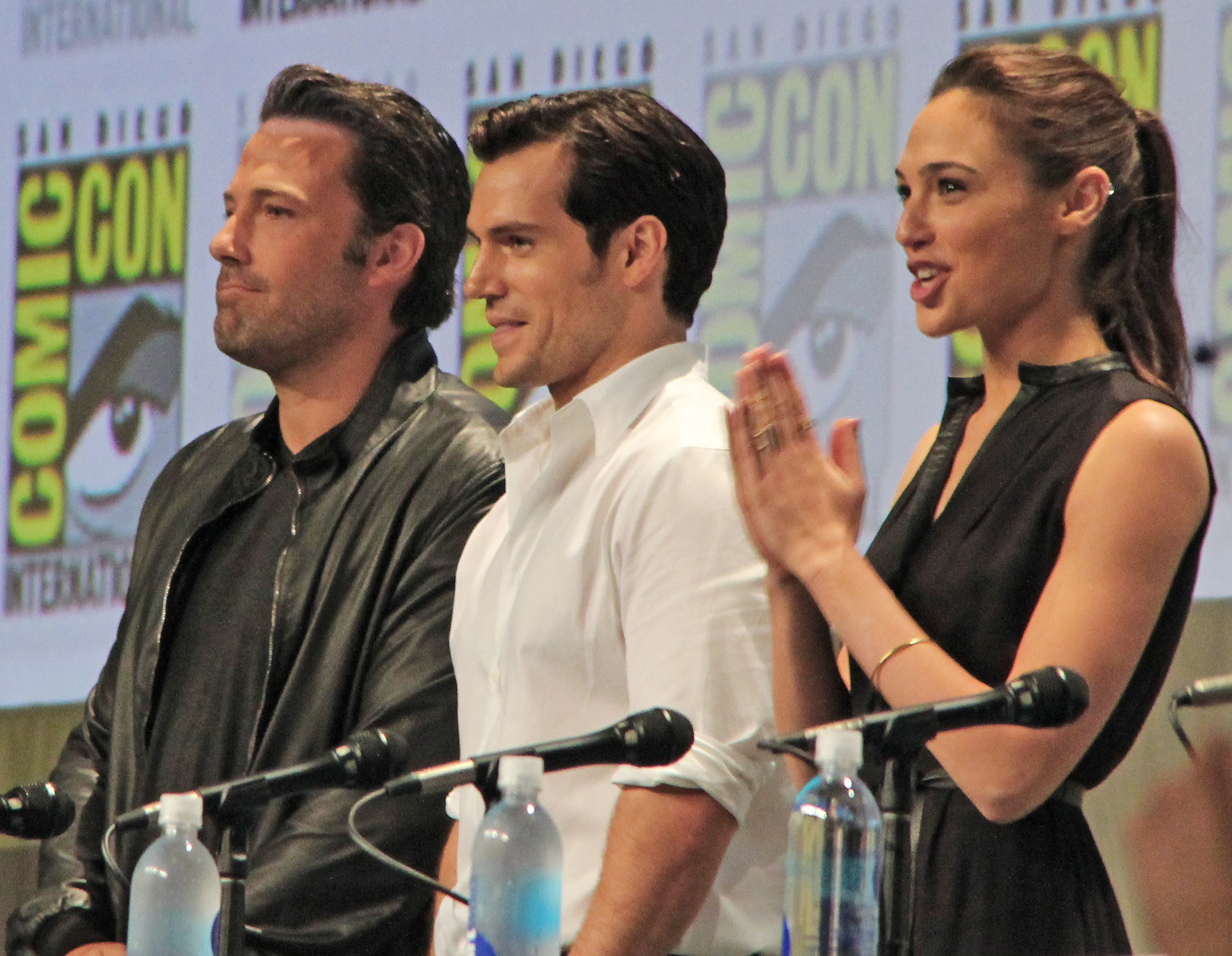
Ben Affleck, Henry Cavill và Gal Gadot tại sự kiện San Diego Comic-Con 2014 quảng bá cho Batman đại chiến Superman: Ánh sáng công lý.

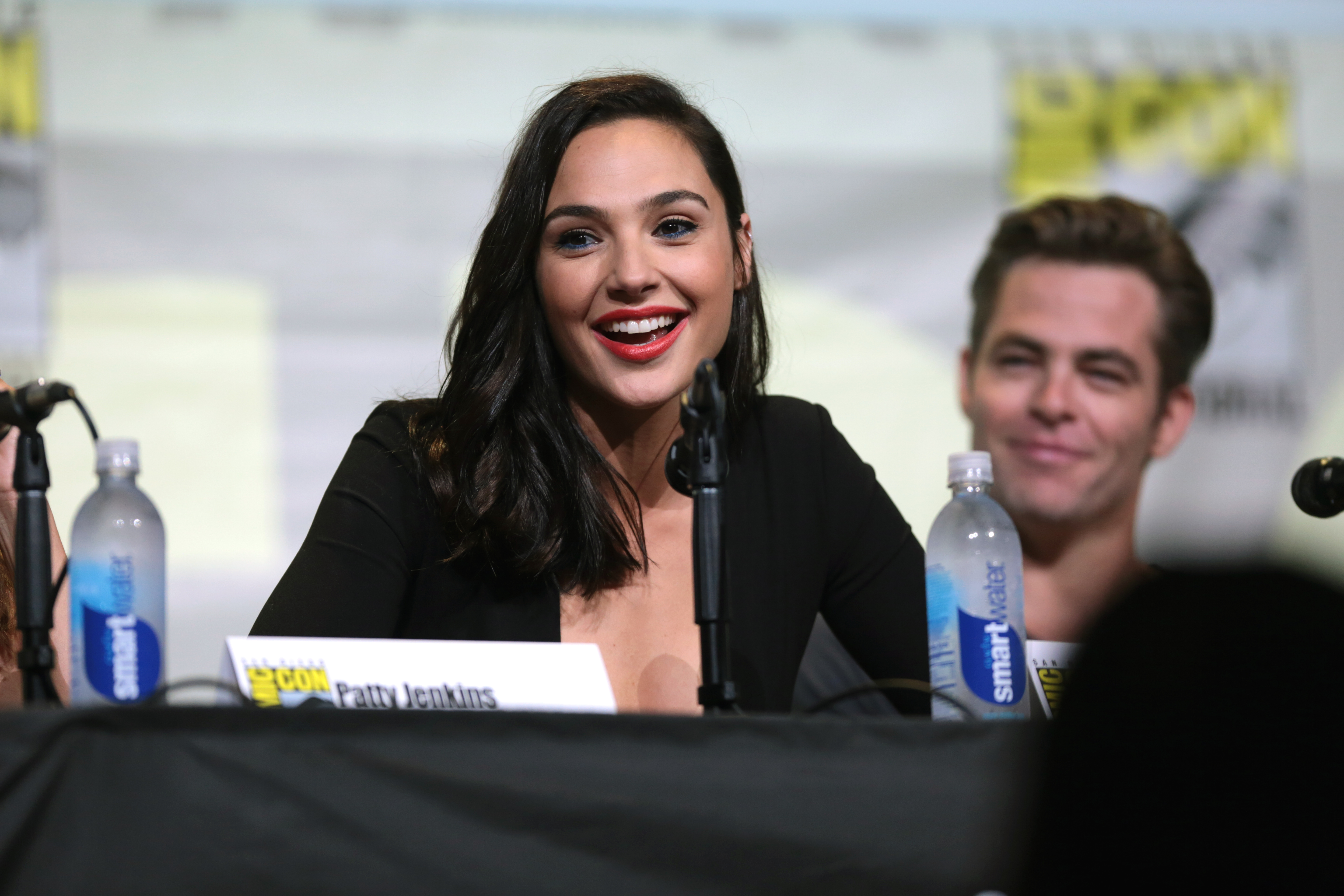
Gal Gadot tại sự kiện San Diego Comic-Con 2016 quảng bá cho Wonder Woman: Nữ thần chiến binh.

Năm 2008, Gadot đóng vai chính trong bộ phim Israel Bubot. Cô xuất hiện trong vai Gisele Yashar trong phim Fast & Furious 4, bộ phim thứ tư trong chuỗi phim Fast and Furious, vượt qua sáu nữ diễn viên khác. Trong năm 2010, cô đã đóng một vai nhỏ trong phim Đêm hẹn nhớ đời. Năm 2011 cô trở lại loạt phim Fast & Furious, tiếp tục vai diễn Gisele trong Fast & Furious 5: Phi vụ Rio. Vào năm 2013, Gadot đã tham gia vai Gisele một lần nữa trong Fast & Furious 6.
Gadot đảm nhiệm vai diễn Wonder Woman trong phim điện ảnh Batman đại chiến Superman: Ánh sáng công lý (2016) của Vũ trụ Mở rộng DC. Cô đã phải tham gia nhiều khóa học Kung Fu, kickboxing, capoeira và jiu-jitsu của Brazil để chuẩn bị cho vai diễn. Nhờ thế, phần xuất hiện của Wonder Woman ngay từ trong Batman đại chiến Superman đã được xem là một trong những đoạn hay nhất bộ phim.
Cũng trong năm 2016, cô đóng một vai nhỏ trong phim Phi vụ 999 của đạo diễn John Hillcoat, cô đóng cùng với Kate Winslet và Aaron Paul. Cuối năm đó, cô đóng vai chính trong bộ phim hành động Tội phạm, vai vợ của nhân vật do Ryan Reynolds đóng, cùng với Kevin Costner, Gary Oldman và Tommy Lee Jones. Bộ phim cuối cùng của cô trong năm 2016 là bộ phim hài Hàng xóm tôi là đặc vụ, trong đó cô đóng vai một điệp viên bí mật cùng với Isla Fisher và Jon Hamm.
Năm 2017, Gadot đóng vai chính trong bộ phim Wonder Woman: Nữ thần chiến binh, và sau đó tiếp tục đóng vai chính trong bộ phim Liên minh Công lý công chiếu vào ngày 17 tháng 11 năm 2017. Gadot được mời làm thành viên Viện Hàn lâm Khoa học và Nghệ thuật Điện ảnh.
Gadot là diễn viên lồng tiếng cho Shank trong bộ phim của hãng Walt Disney, Ralph Breaks the Internet.

## Danh sách phim

### Phim điện ảnh
| Năm  | Tên phim                                        | Vai diễn                    | Ghi chú                            |
| ---- | ----------------------------------------------- | --------------------------- | ---------------------------------- |
| 2009 | Fast & Furious 4                                | Gisele Yashar               |                                    |
| 2010 | Đêm hẹn nhớ đời                                 | Natanya                     |                                    |
| 2010 | Knight and Day                                  | Naomi                       |                                    |
| 2011 | Fast Five                                       | Gisele Yashar               |                                    |
| 2013 | Fast & Furious 6                                | Gisele Yashar               |                                    |
| 2014 | Kicking Out Shoshana                            | Mirit Ben Harush            | Phim Israel                        |
| 2015 | Furious 7                                       | Gisele Yashar               | Có diễn xuất trong một cảnh bị xoá |
| 2016 | Phi vụ 999                                      | Elena Vlaslov               |                                    |
| 2016 | Người Dơi đại chiến Siêu Nhân: Ánh sáng công lý | Diana Prince / Wonder Woman |                                    |
| 2016 | Tội phạm                                        | Jill Pope                   |                                    |
| 2016 | Hàng xóm tôi là đặc vụ                          | Natalie Jones               |                                    |
| 2017 | Wonder Woman: Nữ thần chiến binh                | Diana Prince / Wonder Woman |                                    |
| 2017 | Liên minh Công lý                               | Diana Prince / Wonder Woman |                                    |
| 2018 | Ralph Breaks the Internet                       | Shank                       | Lồng tiếng                         |
| 2019 | Between Two Ferns: The Movie                    | Chính cô                    | Khách mời                          |
| 2020 | Wonder Woman 1984: Nữ thần chiến binh           | Diana Prince / Wonder Woman | Hậu kỳ; nhà sản xuất               |
| 2020 | Án mạng trên sông Nile                          | Linnet Ridgeway-Doyle       | Nhà sản xuất                       |
| 2021 | Liên minh Công lý phiên bản của Zack Snyder     | Diana Prince / Wonder Woman |                                    |
| 2021 | Lệnh truy nã đỏ                                 | The Bishop                  |                                    |
| 2023 | Shazam! Cơn thịnh nộ của các vị thần            | Diana Prince / Wonder Woman | Cameo                              |
| 2023 | Flash                                           | Diana Prince / Wonder Woman | Cameo                              |
| 2023 | Fast & Furious X                                | Gisele Yashar               | Cameo                              |
| 2024 | Bạch Tuyết                                      | Hoàng hậu Độc ác            |                                    |

### Phim truyền hình
| Năm  | Tên phim                     | Vai diễn                    | Ghi chú                    |
| ---- | ---------------------------- | --------------------------- | -------------------------- |
| 2007 | Bubot                        | Miriam "Merry" Elkayam      | Phim truyền hình Israel    |
| 2009 | Entourage                    | Lisa                        | Tập: "Amongst Friends"     |
| 2009 | The Beautiful Life           | Olivia                      | 3 tập                      |
| 2011 | Asfur                        | Kika                        | Phim truyền hình Israel    |
| 2012 | Kathmandu                    | Yamit Bareli                | Phim truyền hình Israel    |
| 2012 | Eretz Nehederet              | Chính cô                    | Phim truyền hình Israel    |
| 2017 | Saturday Night Live          | Chính cô (dẫn chương trình) | Tập: "Gal Gadot/Sam Smith" |
| 2018 | The Simpsons                 | Chính cô (lồng tiếng)       | Tập: "Bart's Not Dead"     |
| 2019 | Eurovision Song Contest 2019 | Chính cô                    | Khách mời                  |

## Hoa hậu
| Năm  | Tên cuộc thi         | Vai trò        | Kết quả          |
| ---- | -------------------- | -------------- | ---------------- |
| 2004 | Hoa hậu Israel 2004  | Chính cô       | Giành vương miện |
| 2004 | Hoa hậu Hoàn vũ 2004 | Hoa hậu Israel | Không có giải    |

## Giải thưởng và đề cử
Vào ngày 21 tháng 10 năm 2016, kỷ niệm 75 năm lần xuất hiện đầu tiên của Wonder Woman, nhân vật đó được Liên Hợp Quốc chỉ định làm Đại sứ cho quyền Phụ nữ và Trẻ em, thúc đẩy bình đẳng giới và trao quyền cho phụ nữ, trẻ em gái. Tham gia sự kiện vinh dự này có Gadot - diễn viên thủ vai Wonder Woman trong phim, Lynda Carter - diễn viên thủ vai Wonder Woman trong TV Series, Diane Nelson - chủ tịch DC Entertainment, Patty Jenkins - đạo diễn phim Wonder Woman và Tổng thư ký LHQ Cristina Gallach.
| Năm  | Giải thưởng                         | Hạng mục                                        | Đề cử                                                                                           | Kết quả   | Nguồn  |
| ---- | ----------------------------------- | ----------------------------------------------- | ----------------------------------------------------------------------------------------------- | --------- | ------ |
| 2016 | Teen Choice Awards                  | Lựa chọn ngôi sao điện ảnh đột phá              | Batman đại chiến Superman: Ánh sáng công lý                                                     | Đề cử     | [ 39 ] |
| 2016 | Teen Choice Awards                  | Lựa chọn người đánh cắp màn ảnh                 | Batman đại chiến Superman: Ánh sáng công lý                                                     | Đề cử     | [ 39 ] |
| 2016 | Liên hoan phim Mỹ Trung Quốc        | Nữ diễn viên Mỹ nổi tiếng nhất tại Trung Quốc   | Fast & Furious, Batman đại chiến Superman: Ánh sáng công lý và Wonder Woman: Nữ thần chiến binh | Đề cử     | [ 40 ] |
| 2016 | Critics' Choice Awards              | Nữ diễn viên xuất sắc nhất trong phim hành động | Batman đại chiến Superman: Ánh sáng công lý                                                     | Đề cử     | [ 41 ] |
| 2016 | Women Film Critics Circle Awards    | Nữ anh hùng hành động xuất sắc nhất             | Batman đại chiến Superman: Ánh sáng công lý                                                     | Đề cử     | [ 42 ] |
| 2017 | Teen Choice Awards                  | Lựa chọn nữ diễn viên phim hành động            | Wonder Woman: Nữ thần chiến binh                                                                | Đoạt giải | [ 43 ] |
| 2017 | Teen Choice Awards                  | Lựa chọn nữ diễn viên phim hài                  | Hàng xóm tôi là đặc vụ                                                                          | Đề cử     | [ 43 ] |
| 2018 | Liên hoan phim quốc tế Palm Springs | Giải thưởng ngôi sao mới nổi - Nữ diễn viên     | Wonder Woman: Nữ thần chiến binh                                                                | Đoạt giải | [ 44 ] |